# Zumba
Pour la chanson de DJ Mam's voir Zumba He Zumba Ha

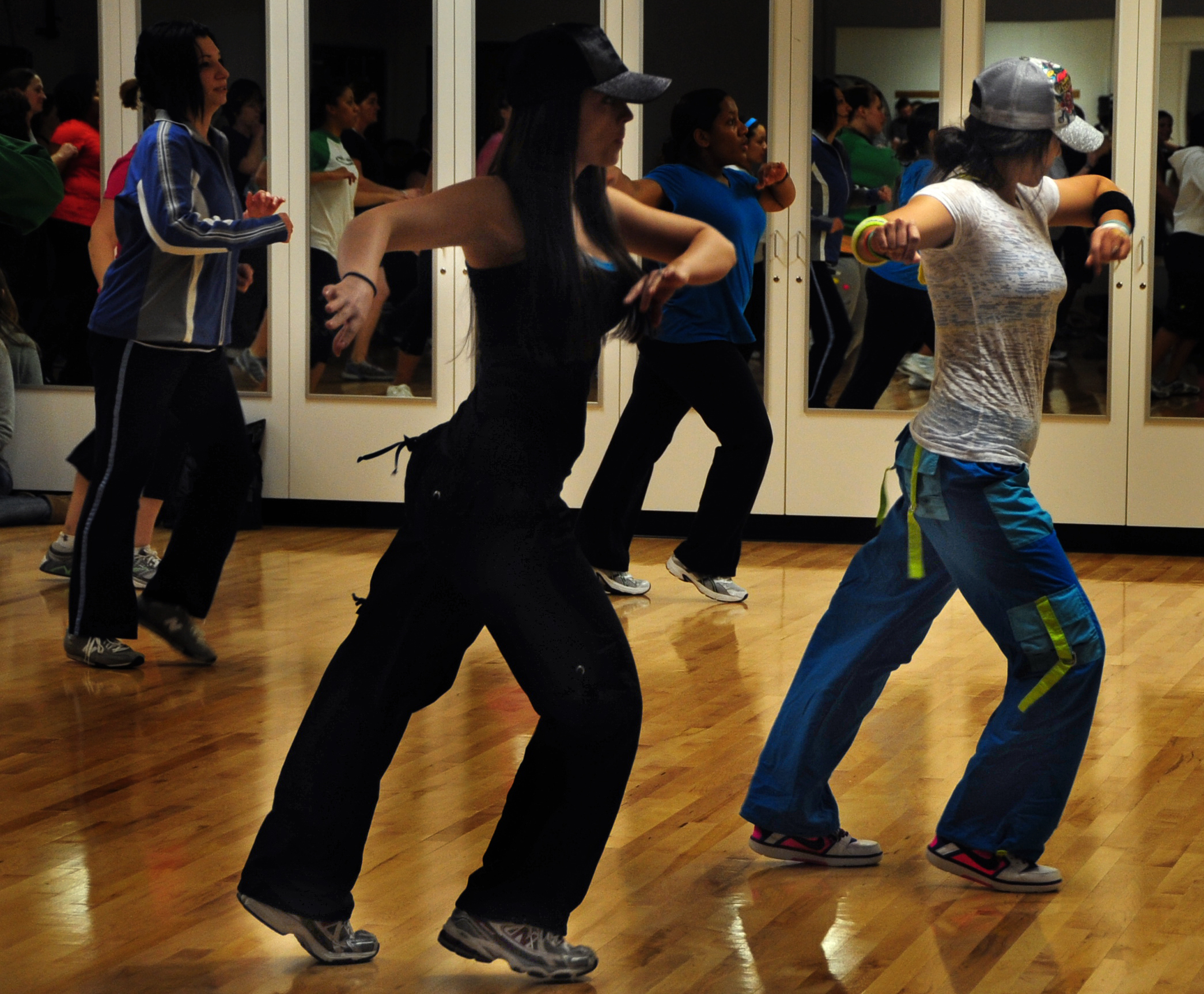
Un cours de Zumba.

La Zumba est un programme d'entraînement physique complet, alliant tous les éléments de la remise en forme : cardio et préparation musculaire, équilibre et flexibilité. Les chorégraphies s'inspirent principalement des danses latines (salsa, merengue, cumbia, reggaeton, soca, samba, tango, flamenco…), mais aussi de styles variés comme la danse du ventre ou la Quebradita. Selon le site de la compagnie Zumba Fitness LLC, plus de 15 millions de personnes participeraient hebdomadairement à un cours de Zumba ; ces cours seraient dispensés dans environ 200 000 endroits répartis dans 180 pays

## Historique
La Zumba a été inventée par le danseur et chorégraphe colombien Alberto « Beto » Perez dans les années 1990. Ce dernier raconte qu'il a inventé ce concept un jour où, ayant oublié la musique qu'il utilisait habituellement pour sa classe de danse aérobique, il a dû improviser avec la musique qu'il avait sous la main, de la musique latine. En 2001, Alberto quitte sa Colombie natale pour s'installer à Miami et y amener le concept de Zumba. Une de ses étudiantes lui présente son fils, Alberto Perlman, qui deviendra PDG de Zumba, ainsi qu'un ami d'enfance de ce dernier, Alberto Aghion, qui deviendra président de l'entreprise . Ensemble, ils produisent une bande démo qui permettra de vendre le concept à l'entreprise américaine Fitness Quest. Le programme sera vendu par infopublicité dès 2002.
Les associés se sont partagé les rôles : Alberto Perez est le visage public de la Zumba, mais affirme n'avoir rien d'un homme d'affaires. Alberto Perlman et Alberto Aghion s'occupent plus particulièrement des aspects commerciaux. En 2005, la Zumba Academy est fondée pour encadrer la formation des instructeurs de Zumba.

## Propriété intellectuelle
La marque Zumba a été déposée aux États-Unis et dans d'autres pays par la société Zumba Fitness, LLC.
C'est également le cas pour d'autres termes dérivés : zumba fitness, zumba kids + zumba kids jr, zumba gold, zumbathon, zumbawear.
Les instructeurs de Zumba paient 300 euros (200 à 300 $US au Canada et aux États-Unis) pour obtenir la licence. Ils peuvent ensuite s'abonner pour 22 euros (30 $US ou 50 $CAD) par mois au réseau des instructeurs de Zumba (ZIN), afin d'accéder aux derniers morceaux de Zumba et aux dernières chorégraphies.

## Classes
Une classe de Zumba dure habituellement une heure. Sur un enchaînement de plages de musiques de styles, l'instructeur exécute des chorégraphies simples qui peuvent être imitées par les participants. Des exercices aérobiques et de force musculaire sont ainsi effectués en enchaînant des périodes plus intenses suivies de périodes plus calmes (stratégie d'entraînement fractionné). Une période de 5 à 15 minutes est réservée a l'échauffement au début, et une ou deux chansons permettent le retour au calme et les étirements à la fin.
Plusieurs types de classes s'ajoutent au concept traditionnel, par exemple la Zumba Toning, qui cible le renforcement musculaire (souvent avec l'utilisation de poids tenus dans les mains), la Zumba « dans le circuit », qui combine les chorégraphies de l'entraînement par intervalle, l'Aqua Zumba, qui amène le concept dans l'eau, la Zumba Sentao, qui se base sur l'utilisation d'une chaise ou la Zumba step, comme son nom le dit, ce sont les pas de Zumba avec l'utilisation d'un step. Le programme est aussi proposé sous une forme adaptée aux séniors (Zumba Gold), aux enfants de 4 à 11 ans (Zumba kids + Zumba kids junior) et même aux bébés de 0 à 3 ans (Zumbini).
Il y a aussi un nouveau concept dans la Zumba : Strong by Zumba.

## Musique
La Zumba se pratique sur une grande variété de styles de musique : les cinq styles principaux (salsa, merengue, cumbia, reggaeton, bachata) auxquels s'ajoutent d'autres styles de musiques latines et de musique internationale (kuduro, calypso, soca, samba, cha-cha-cha, hip-hop, danse orientale, musiques traditionnelles africaines ou indiennes).
Certaines chansons sont composées ou modifiées spécialement pour la compagnie Zumba. C'est le cas par exemple du titre Zumba He Zumba Ha du DJ marseillais DJ Mam's.
Alors qu'au début, les créateurs de la Zumba devaient payer pour utiliser des chansons dans leurs cours, ce sont maintenant les labels qui paient pour que leurs chansons soient utilisées, car cela leur offre un excellent moyen de se faire connaître.
Dans le rap français, la zumba désigne une forme de rap dansant, issu de plusieurs genres musicaux afro-caribéens dont la rumba congolaise, le zouk, la kizomba, l'afrobeats mais aussi le raï et la pop latine. Il est popularisé et démocratisé en France par Jul, Gims et Booba. Le mot "zumba" désigné pour nommer ce genre de musique a été amené dans le rap français par le rappeur Rohff à la suite de son altercation en novembre 2013 avec Gims sur Twitter par rapport à son album Subliminal qui contenait des sonorités pop. Aujourd'hui, c'est l'un des genres les plus populaires car le plus diffusé par les médias, cela ayant permis au rap de devenir la musique n°1 auprès des jeunes.

## Bénéfices
Le programme Zumba, avec ses différents types de classes, est accessible à une clientèle variée : enfants, adultes, personnes âgées. La pratique de cette activité permettrait de brûler de 500 à 1 000 calories par heure, et serait donc un bon outil pour la perte et le maintien d'un poids santé. Des personnes avec des conditions de santé plus spécifiques (handicap physique, syndrome d'Asperger, maladie de Parkinson) ont aussi témoigné du bienfait de cette activité dans la gestion de leur situation.

## Produits
En 2007, la compagnie lance une ligne de vêtements et d'accessoires. En novembre 2010, le premier jeu vidéo Zumba Fitness est lancé pour les plates-formes Wii, PlayStation 3 avec PlayStation Move, et Xbox 360 avec Kinect. Il sera suivi en novembre 2011 par Zumba Fitness 2, disponible pour la Wii et son pendant pour la Xbox 360 avec Kinect, appelé Zumba Fitness Rush. En octobre 2012, un nouveau jeu, Zumba Fitness core, est lancé pour la Wii et la Xbox 360 avec Kinect. Plusieurs DVD et albums de musique ont aussi été produits par la compagnie.

## Programmes similaires
- Le Jazzercise est un programme similaire, qui existe depuis 1969[15].
- La Batuka est une autre forme d'entraînement physique se pratiquant sur de la musique latine (ce programme a aujourd'hui changé de nom pour « QiDance » et fait partie d'un système d'entraînement nommé QiGNITION[16]).
- Salsation Fitness